# Belendung (Cibogo)
Belendung is een bestuurslaag in het regentschap Subang van de provincie West-Java, Indonesië. Belendung telt 4602 inwoners (volkstelling 2010).